# 铁路卡 (德国)

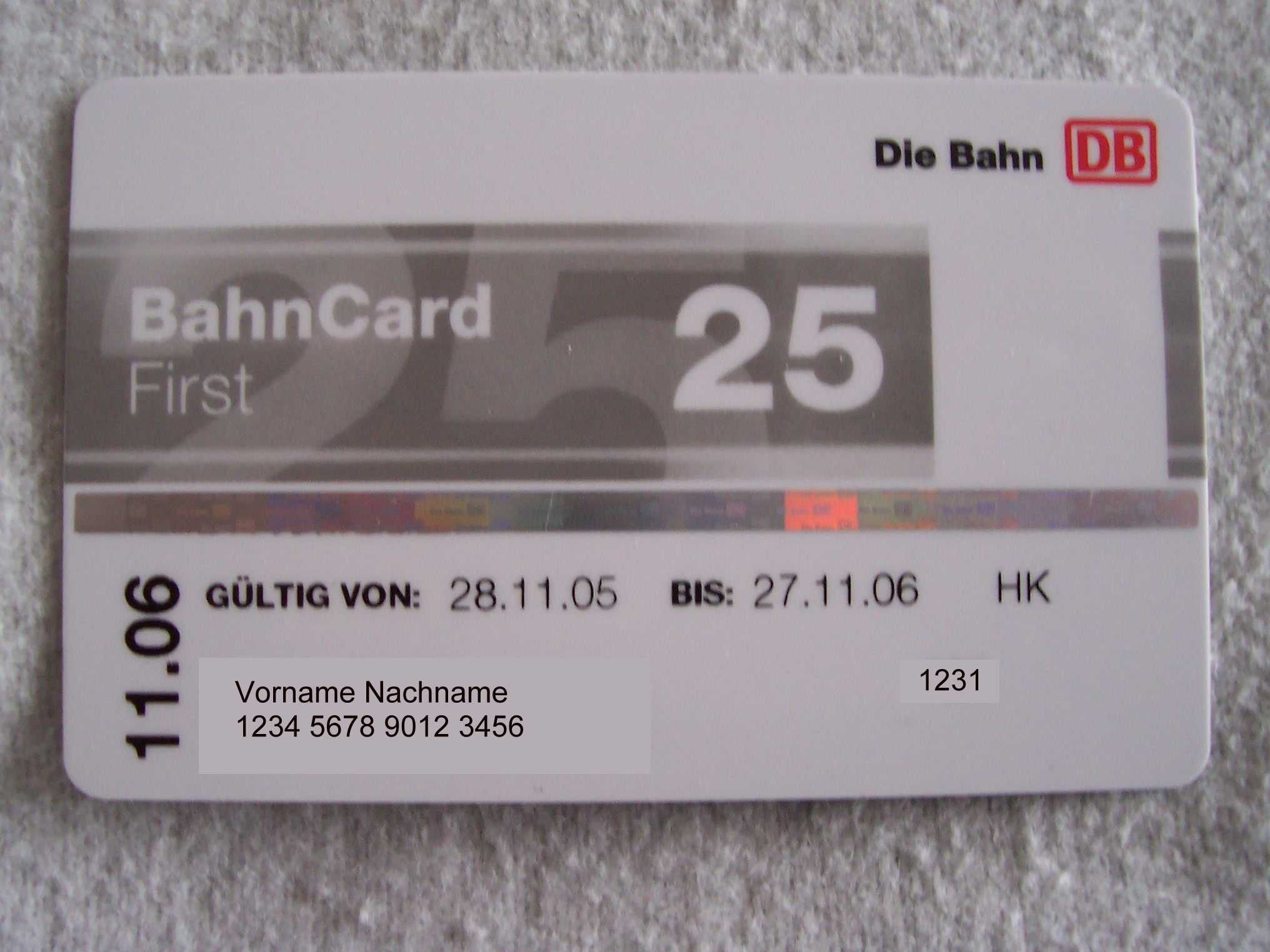
无头像的1等鐵路卡 25

鐵路卡（BahnCard）是德国铁路股份公司所推出一种需要付费的用户卡。卡片本具有购买车票享受折扣的作用，主要是服务并保持住DB（德国铁路股份公司缩写）的长期客户。
在长途客运方面，超过一半以上的营业额是由销售使用鐵路卡打折后的车票所创造的。

## 当前的价格体系
从2003年8月起推出了3种不同的鐵路卡，即：鐵路卡25，鐵路卡50 以及机动鐵路卡100，并且有与之对应的1等、2等车厢适用范围上的区分。鐵路卡25/50拥有1年的使用期，并需提前6周预订，但对部分企业客户有例外。机动鐵路卡 100同样也只有1年使用期，即可以预先支付全年的卡费或是分期每月支付。

### 鐵路卡25

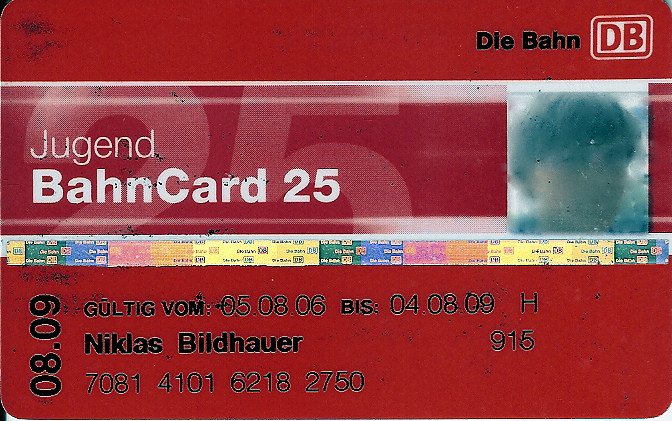
红色的青少年鐵路卡25

鐵路卡25持有人可以享受对普通票以及Spar票25/50优惠25%的待遇。同时，与持卡人同行的同伴也可以分享到相关的折扣。卡费方面：2等车厢鐵路卡25的年费为53欧元（1等则是每年106欧元）。对持有机动鐵路卡100以及年票的伴侣和孩子（18岁以下）则可免费获得一张鐵路卡25。
持卡人的直系亲属及儿童可以以5欧元每张的价格获得与之同样功能的附卡。如果家中青少年（18岁以下包含18）一次性支付10欧元则可获得一张青少年鐵路卡25，这种卡的有效期为3年（19岁为止），卡身印有持卡人照片并且使用范围为1等、2等两种车厢。
2007年12月线路调整后，鐵路卡25的年费将提升到55欧元（1等的则相应提升到110欧元）
2007年约有401万张鐵路卡。2006年世界杯足球赛期间DB推出了与之对应的世界杯鐵路卡25，2007年则推出了柏林赫塔足球俱乐部鐵路卡25。
根据DB集团资料显示：鐵路卡25是目前所有种类鐵路卡发卡量中成长速度最快的。

### 鐵路卡 50
鐵路卡50持有人可以享受在购买普通票时5折优惠的待遇，但却不能再享受其它的票价优惠政策。卡费方面：2等车厢鐵路卡50的年费为212欧元（1等的卡是每年424欧元）。对中小学、大学生（26岁以下包含26）和60岁以上的老年人及其配偶购买鐵路卡50时，卡的年费则可打5折，即：2等车厢卡的年费为106欧元，1等卡为212欧元。不久在2007年12月线路调整后，与其他种类的鐵路卡一样，鐵路卡50也将提价，2等卡的价格由212欧元提高到220元。
截止2007年9月约有175万张鐵路卡50正在被使用。

### 机动鐵路卡100
持有机动鐵路卡100（类似以前的NetzCard）的用户可以随时不限次数乘坐德國鐵路，乘车时只需出示机动鐵路卡100就如同出示了相应的车票。部分例外的如乘坐：DB Auto列车、ICE列车、夜车则需支付一些附加费。普通卡的年费为3400欧元（相对应得1等卡则是每年5700欧元）。卡同样也可以分期支付，即：普通卡每月310欧元（1等卡每月520欧元），使用12个月后用户可以随时在月末时退卡。同时18岁以下的小孩和伴侣还可免费各获得一张鐵路卡25。
机动鐵路卡100的用户还有其他很多优惠政策：如自动成为bahn.comfort的用户，可以免费门对门的递送行李以，提前告知后可免费携带自行车。新用户还将得到Car-Bike-Sharing所提供价值20或10欧元优惠，其中在使用DB租车服务（卡片本身包含有射频识别）时价格将得到5%的折扣。
截止2007年9月约有27000张机动鐵路卡100正在使用中。使用这种年票性质的产品对于企业来说还可以在税收上享受到很多好处。